# Classe Kitty Hawk
Le portaerei della classe Kitty Hawk sono state costruite in maniera molto simile, tanto che spesso sono considerate solo 3 sottoclassi o "lotti" appartenenti a un unico progetto, quello della USS Kitty Hawk, da cui le altre tre portaerei discendono.
Si tratta in tutto di 4 navi, costruite sul progetto migliorato della classe Forrestal, sono le ultime portaerei a propulsione convenzionale dell'US Navy.
La USS America, attiva dal 1965, fu dismessa nel 1996, è stata affondata come nave bersaglio nell'Oceano Atlantico nel maggio del 2005. 
La USS Constellation, attiva dal 1961, è stata ritirata dal servizio nel 2003 e demolita a Brownsville nel 2015.
La USS John F. Kennedy, attiva dal 1968, è stata ritirata dal servizio nel 2007; non è stata sostituita da una nuova unità riducendosi così il numero totale delle portaerei attive da 12 a 11. 
La USS Kitty Hawk, attiva dal 1960, fu ritirata dal servizio il 12 maggio 2009, è stata radiata il 20 ottobre 2017 ed è stata riciclata nel 2024 a Brownsville, Texas. 

## Unità della classe
| Nome                    | Costruttore                       | Commissionata    | Decommissionata | Stato                                                        | Fonte | Sostituita da              |
| ----------------------- | --------------------------------- | ---------------- | --------------- | ------------------------------------------------------------ | ----- | -------------------------- |
| Kitty Hawk (CV-63)      | New York Shipbuilding Corporation | 29 aprile 1961   | 12 maggio 2009  | Demolita a Brownsville Texas 2024                            |       | George H. W. Bush (CVN-77) |
| Constellation (CV-64)   | New York Naval Shipyard           | 27 ottobre 1961  | 7 agosto 2003   | Demolita a Brownsville Texas 2015                            |       | Ronald Reagan (CVN-76)     |
| America (CV-66)         | Newport News Shipbuilding         | 23 gennaio 1965  | 9 agosto 1996   | Affondata come nave bersaglio 14 maggio 2005                 |       | John C. Stennis (CVN-74)   |
| John F. Kennedy (CV-67) | Newport News Shipbuilding         | 7 settembre 1968 | 1º agosto 2007  | Demolizione in corso dal 2 febbraio 2025 a Brownsville Texas |       | non sostituita             |